# 1995 في ألمانيا
فيما يلي قوائم الأحداث التي وقعت خلال عام 1995 في ألمانيا.

## سياسة

### تعيين في المنصب
- 1 يناير – أنيته شافان وزير دولة ‏.
- 1 يناير – بيترا باو عضو في برلمان برلين ‏.

## ظهور
- 1 يناير – القارئ كتاب من تأليف برنهارد شلينك.

## أفلام
من الأفلام التي صدرت هذه السنة في ألمانيا:
- 1 يناير – الرجل الميت من إخراج جيم جارموش.
- 1 مايو – ذا سيتي أوف لوست شايدرن من إخراج مارك كارو، جون بيير جونيه.

## برامج ومسلسلات وأنمي
- الحب الممنوع

## كتب
من الكتب التي صدرت هذه السنة في ألمانيا:
- 1 يناير – القارئ من تأليف برنهارد شلينك.

## مواليد

### يناير
- 3 يناير – ماكسيميليان فاغنر لاعب كرة قدم ألماني.
- 20 يناير – دايفي سيلكى لاعب كرة قدم ألماني.
- 20 يناير – دومينيك بوك
- 30 يناير – ماريان سار لاعب كرة قدم ألماني.

### فبراير
- 6 فبراير – ليون غوريتزكا لاعب كرة قدم ألماني.
- 7 فبراير – باول دروكس لاعب كرة يد ألماني.
- 8 فبراير – جوشوا كيميش لاعب كرة قدم ألماني.
- 9 فبراير – ماريو بازاليتش لاعب كرة قدم كرواتي.
- 15 فبراير – سارا ديبريتز لاعبة كرة قدم ألمانية.
- 16 فبراير – كارينا ويثوفت لاعبة كرة مضرب ألمانية.
- 27 فبراير – دينيس بروك

### مارس
- 21 مارس – هاني مختار لاعب كرة قدم ألماني.

### أبريل
- 3 أبريل – فلوريان كوهلس لاعب كرة قدم ألماني.
- 9 أبريل – روبرت باور لاعب كرة قدم ألماني.
- 14 أبريل – نيكلاس شتارك لاعب كرة قدم ألماني.

### مايو
- 22 مايو – عصمت أكبينار لاعب كرة سلة ألماني.

### يوليو
- 14 يوليو – سيرجي غنابري لاعب كرة قدم ألماني.
- 19 يوليو – يانيك كولباخر لاعب كرة يد ألماني.
- 28 يوليو – دانيال ماير لاعب كرة سلة ألماني.

### أغسطس
- 3 أغسطس – جنيفر رود لاعبة كرة يد ألمانية.

### سبتمبر
- 3 سبتمبر – نيكلاس زوله لاعب كرة قدم ألماني.
- 8 سبتمبر – يوليان فايغل لاعب كرة قدم ألماني.
- 18 سبتمبر – ماكس ماير لاعب كرة قدم ألماني.

### أكتوبر
- 16 أكتوبر – ديناه إكرل لاعبة كرة يد ألمانية.

### ديسمبر
- 3 ديسمبر – تيمون فيلينروتر لاعب كرة قدم ألماني.

## وفيات

### يناير
- 1 يناير – جورج براون (مواليد 1918) متسابق دراجات نارية ألماني.
- 18 يناير – أدولف بوتنانت (مواليد 1903)
- 19 يناير – هيرمان هنزل مان (مواليد 1905) سياسي ألماني.

### فبراير
- 4 فبراير – والتر زيلر (مواليد 1927) متسابق دراجات نارية ألماني.

### مارس
- 1 مارس – جورج كوهلر (مواليد 1946)
- 20 مارس – ويرنير ليبريش (مواليد 1927) لاعب كرة قدم ألماني.

### أبريل
- 3 أبريل – رولاند برينكمان (مواليد 1898)
- 13 أبريل – ايبرهارد مولر (مواليد 1905) ممثل ألماني.

### مايو
- 10 مايو – بريجيت كوفمان (مواليد 1911)

### يوليو
- 20 يوليو – أرنست ماندل (مواليد 1923)

### أغسطس
- 28 أغسطس – ميشائيل إنده (مواليد 1929) مؤلف ألماني.

### سبتمبر
- 19 سبتمبر – رودولف بيرلز (مواليد 1907)

### ديسمبر
- 18 ديسمبر – كونراد سوزه (مواليد 1910)
- 30 ديسمبر – هاينر موللر (مواليد 1929) مؤلف ألماني.